# Madison Avenue (band)
Madison Avenue was een Australische house band. Madison Avenue bestond uit producer Andy Van Dorsselaer (1966) en zangeres, producer en choreografe Cheyne Coates (1970). De band heeft een grote hit gehad met Don't call me baby (2000).

## Carrière
Van Dorsselaer werd in de jaren negentig actief in de dancescene en bracht singles uit onder namen als Blackout en Astral project. In 1998 ontmoette hij Cheyne Coates. Samen produceerden ze de eerste single Fly, die gezongen werd door zangeres Kellie Wolfgram. Voor de tweede single ging Cheyne echter zelf achter de microfoon staan. In 1999 braken ze internationaal door met de single Don't Call Me Baby, die in Groot-Brittannië op 1 in de hitlijst belandde en in Australië op nummer 2.
Er verschenen nog een paar singles en het album The Polyester embassy (2000). In 2003 viel het duo uiteen. Van Dorsselaer richtte daarna het project genaamd Vandalism op. Cheyne bracht in 2004 een eigen album uit onder de titel Something Wicked This Way Comes en was in 2007 te gast op een single van de Soundbluntz.

## Discografie
| Single met hitnotering(en) in de Vlaamse Ultratop 50 | Datum van verschijnen | Datum van binnenkomst | Hoogste positie | Aantal weken | Opmerkingen |
| ---------------------------------------------------- | --------------------- | --------------------- | --------------- | ------------ | ----------- |
| Don't Call Me Baby                                   | 1999                  | 01-01-2000            | 16              | 12           |             |
| Who The Hell Are You                                 | 2000                  |                       | tip6            |              |             |

| Single met eventuele hitnotering(en) in de Nederlandse Top 40 | Datum van verschijnen | Datum van binnenkomst | Hoogste positie | Aantal weken | Opmerkingen |
| ------------------------------------------------------------- | --------------------- | --------------------- | --------------- | ------------ | ----------- |
| Don't Call Me Baby                                            | 1999                  | 15-01-2000            | 17              | 10           |             |